# Магнітна мішалка

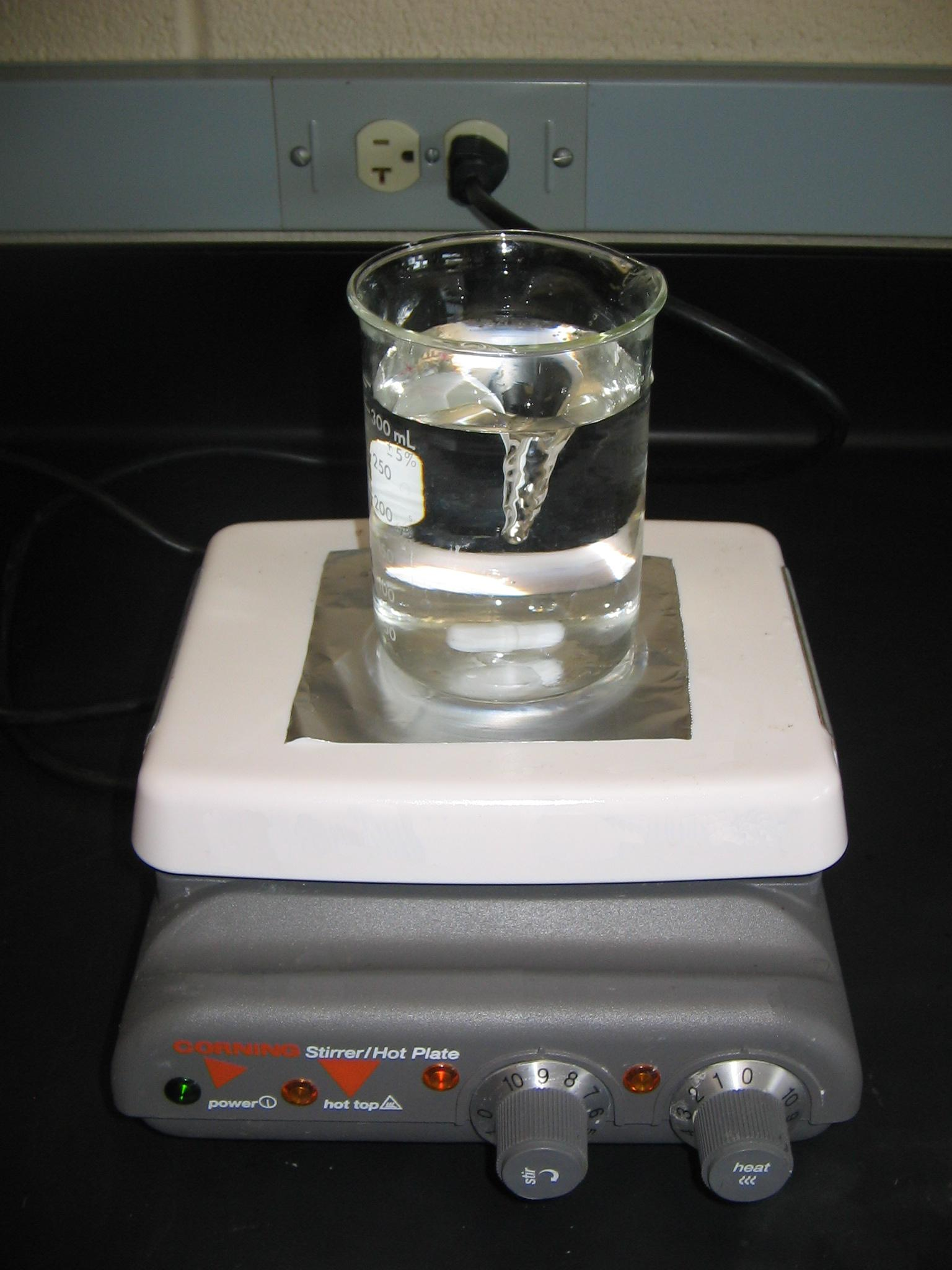
Магнітна мішалка

Магнітна мішалка  — це лабораторний пристрій, який використовує обертове магнітне поле, аби змусити обертатись магнітний стрижень («магнітний якір»), що занурений в розчин, таким чином перемішуючи його. Потрібне магнітне поле може бути створене або окремим обертовим магнітом, або набором електромагнітів, розміщених під ємністю з розчином для перемішування.
Магнітні мішалки широко використовуються в хімічних та біологічних лабораторіях для неперервного перемішування розчинів всередині в тому числі герметично зачинених ємностей. Вони мають переваги перед моторованими механічними мішалками тому що вони тихіші, більш ефективні, і не мають рухомих зовнішніх частин (окрім власне якоря). Магнітні мішалки чудово підходять для використання із скляними лабораторними ємностями, оскільки скло не впливає на магнітне поле. Обмежений розмір якоря означає що ці мішалки можуть бути використані лише для відносно малих ємностей (до кількох літрів). 
Через малі розміри, магнітні якоря дуже легко мити та стерилізувати; вони не потребують любрикантів які могли б забруднити розчин. Магнітні мішалки як правило мають функціональну опцію нагріву суміші.

## Історія

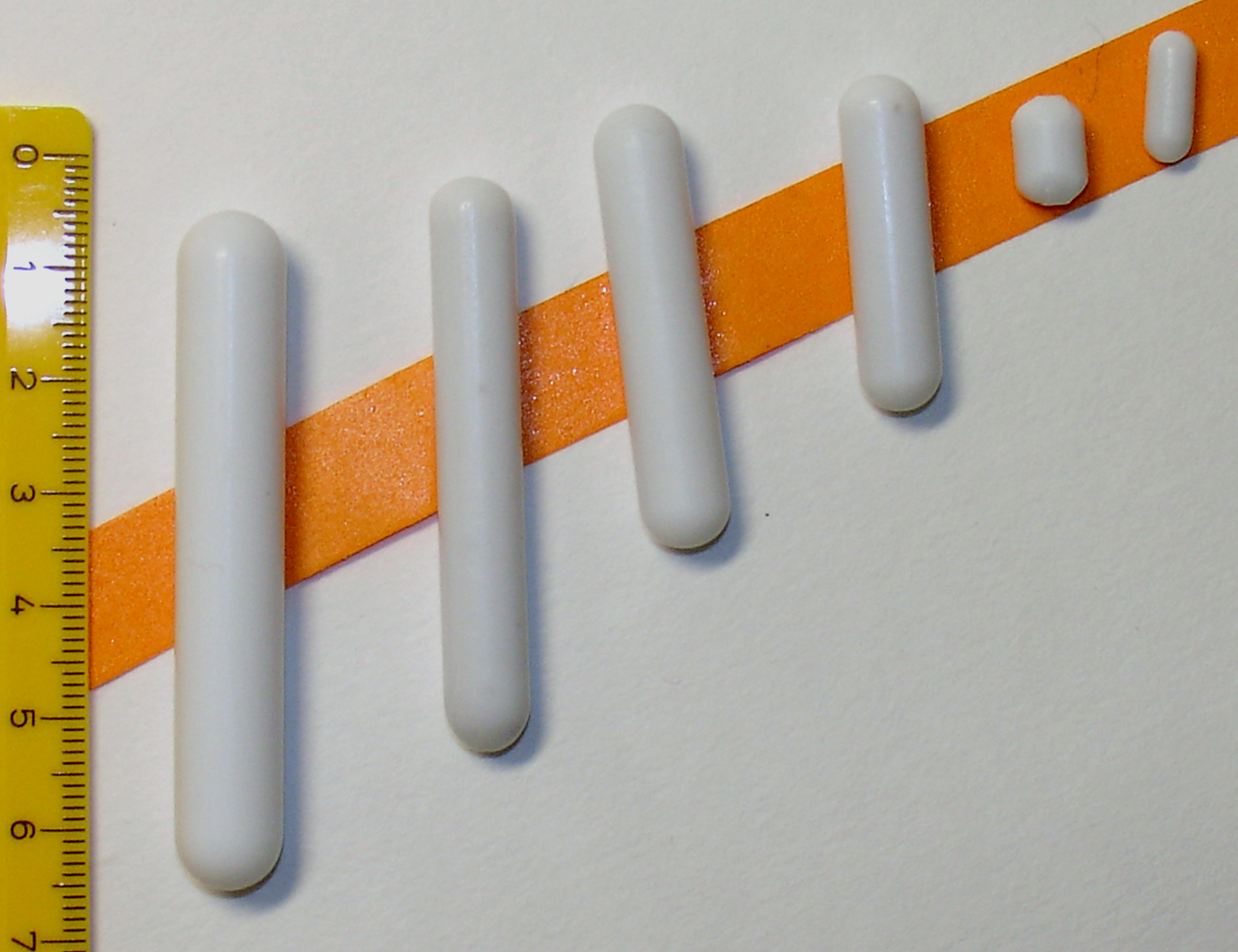
Різні розміри магнітних якорів для мішалок.

Артур Розінгер (Arthur Rosinger) Нью-Джерсі, США, отримав патент US 2,350,534, під назвою «Магнітний Перемішувач» (Magnetic Stirrer) 6 липня 1944 року, заповнивши заявку на патент 5 жовтня 1942 року. Патент включав опис магнітного якоря всередині ємності, що рухався завдяки магнітам знизу. Розінгер також пояснив в патенті що використання якоря із пластиковим покриттям зробить його хімічно інертним.
Магніт з пластиковим покриттям та його застосування для перемішування рідин були пізніше незалежно винайдені Едвардом Маклафліном (Edward McLaughlin) з Torpedo Experimental Establishment (TEE), Грінок, Шотландія, який назвав його 'flea' (блоха) через те що якір підстрибував коли швидкість обертання була занадто високою.
Ще більш раніший патент US 1,242,493 виданий 9 жовтня 1917 року Річарду Стрінгему (Richard H. Stringham), Юта, США. Його пристрій використовував стаціонарний електромагніт.
Перший комерційний пристрій був розроблений і запатентований Сальвадором Боне (Salvador Bonet) з SBS Company в 1977 році. Він також започаткував практику маркування потужності мішалок в «літрах води», яка використовується й зараз.
Нагрівальний елемент також може бути вбудований в мішалку, дозволяючи одночасне нагрівання і перемішування. 

## Магнітні якоря

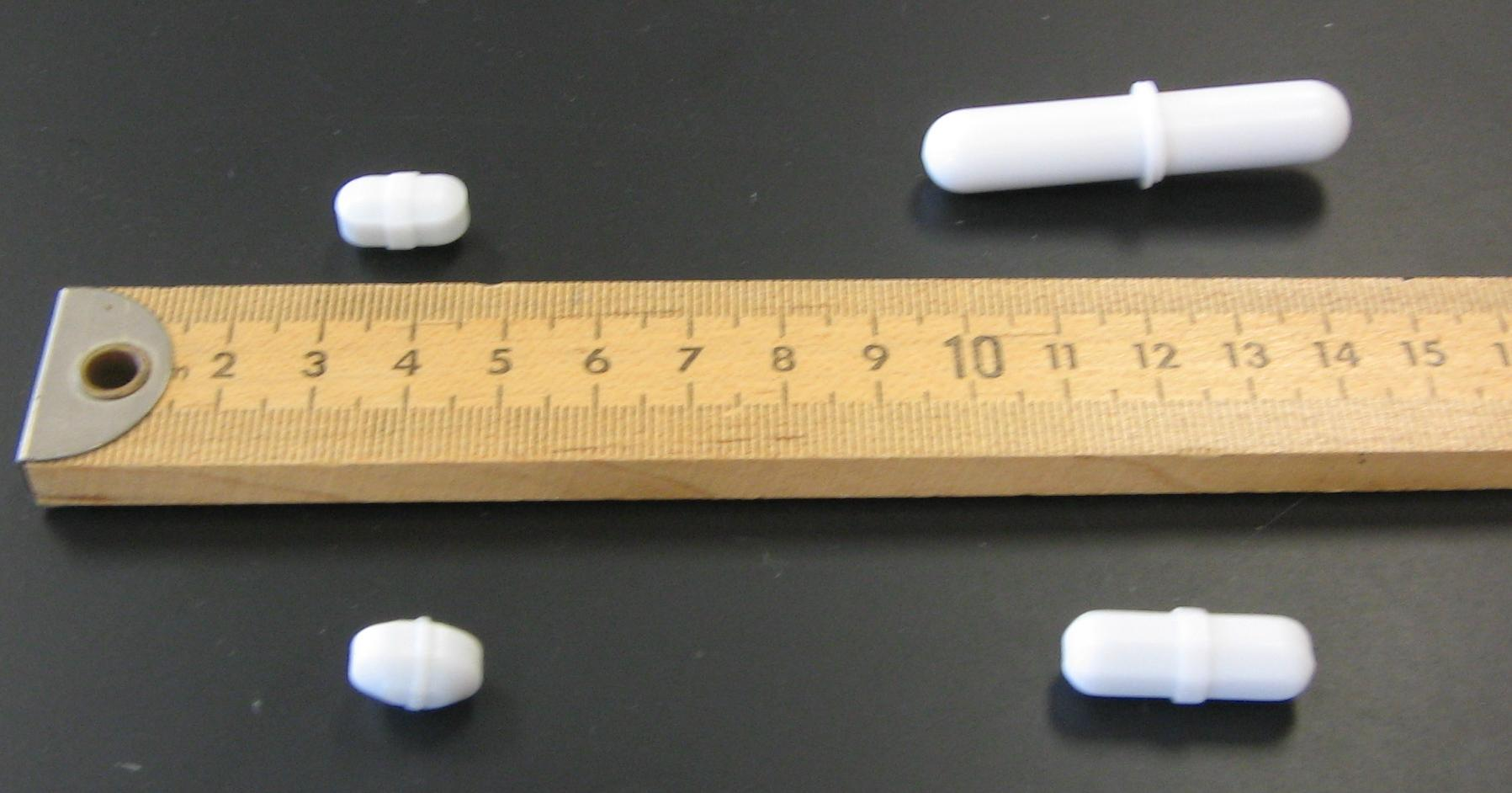
Чотири магнітні якоря поруч із сантиметровою лінійкою.

Магнітний якір як правило вкритий тефлоном, або, рідше, склом. Скляне покриття використовується для розплавів лужних металів та їх розчинів у аміаці.